# Derick Berck portréja
Derick Berck portréja Hans Holbein alkotása, amely a New York-i Metropolitan Művészeti Múzeum gyűjteményének része.

## Keletkezése
A modell bal könyöke alatti felirat szerint a kép 1536-ban készült, amikor a szakállas férfi harmincéves volt. Bal kezében levelet tart, jobb könyökénél pedig egy papírcetli hever. A levél címzéséből kiderül, hogy a férfi Derick Berck német kereskedő, aki a Hanza-szövetség londoni kontorjában, a Steelyardban (Stahlhof) élt. Hüvelyujja mellett személyes kereskedői jele látható. A cetlin Publius Vergilius Maro Aeneis című művéből szerepel egy idézet.
1927-ben Heinrich Averdunk és Walter Ring várostörténész a duisburgi Berck család tagjaként azonosította a modellt. 1963-ban Günther von Roden megkérdőjelezte ezt, mondván, semmi nem támasztja alá, hogy a Berckek elismert kereskedők voltak londoni kapcsolattal. Későbbi kutatások kölni polgárként azonosították Derick Bercket. Egy 1543-as dokumentumban Dirk Berghként tűnik fel, akinek vitája van Derich és Johannes Bornnal, két Londonban élő német kereskedővel. Egy 1545-ös dokumentumból kiderült, Berck Londonban bérelt szobát.
Holbein az 1530-as években számos portrét készített a Steelyard kereskedőiről, így ez a munkája sem kívánt tőle különösebb előkészületet. Előzetes papírvázlatok nem maradtak fenn, és a táblán szereplő skiccek sem mutatnak arra, mint a VIII. Henrik angol király udvarában készült portrék, hogy papírról másolták át őket. Hans Holbein valószínűleg egy-két ülés alatt, közvetlenül a falapra vitte fel Derick Berck portréját. A kép elég rossz állapotban van, több helyen megsérült.